# Автомагистраль D2 (Словакия)
Автомагистраль D2 (словац. Diaľnica D2) — единственная действующая в Словакии автомагистраль протяжённостью 80 км. Начинается в местечке Куты на границе с Чехией, проходит через города Малацки, Братислава и Яровце, заканчивается в местечке Чуново на границе с Венгрией. Является частью европейских автомагистралей E65 и E75 и частью Панъевропейского коридора IV. Строительство магистрали велось с 1969 по 2007 годы, последний участок был открыт 24 июня 2007. 
D2 имеет особое значение для тех, кто едет из Праги в Будапешт через Братиславу. Автомагистраль соединяет основные города трех стран и позволяет путешественникам быстро добраться из Чехии в Венгрию. Однако не стоит забывать, что для проезда по D2 необходимо приобрести виньетку для Словакии. 

## История
Подготовка к строительству автомагистрали D2 началась в 1960-е годы после распоряжения правительства ЧССР от 1963 года построить 117-километровую дорогу Брно—Братислава (в Словакии должна была пройти её часть протяжённостью 58,4 км). В апреле 1969 года началось строительство участка Братислава—Малацки, открытого в ноябре 1973 года. В 1974 году с чешской стороны началось строительство дороги из Брно. Соединение участков состоялось 8 ноября 1980 после завершения строительства в чешской части автомагистрали D1. Так были соединены три крупнейших города страны: Прага, Брно и Братислава. В 1987 году был достроен участок на венгерской границе.
Строительство дороги продолжилось после сооружения моста Лафранкони в Братиславе и соединения со словацкой автомагистралью D1. В Петржалке строительство дороги приостановилось и было возобновлено в 1996 году: в 1998 году были достроены и открыты участки, ведущие в Венгрию и Австрию, а также 8,5-километровый участок от автомагистрали D4 до венгерской границы. Он был расширен в 2002 году. Последний 3-километровый участок автодороги был открыт 24 июня 2007 года — под Братиславой в Ситинском тоннеле.
Однако к 2012 году дорога официально не считалась достроенной, поскольку была введена во «временную эксплуатацию»: участок под Яровце де-юре не может использоваться в качестве дороги из-за слишком высокого уровня шума.

## Участки

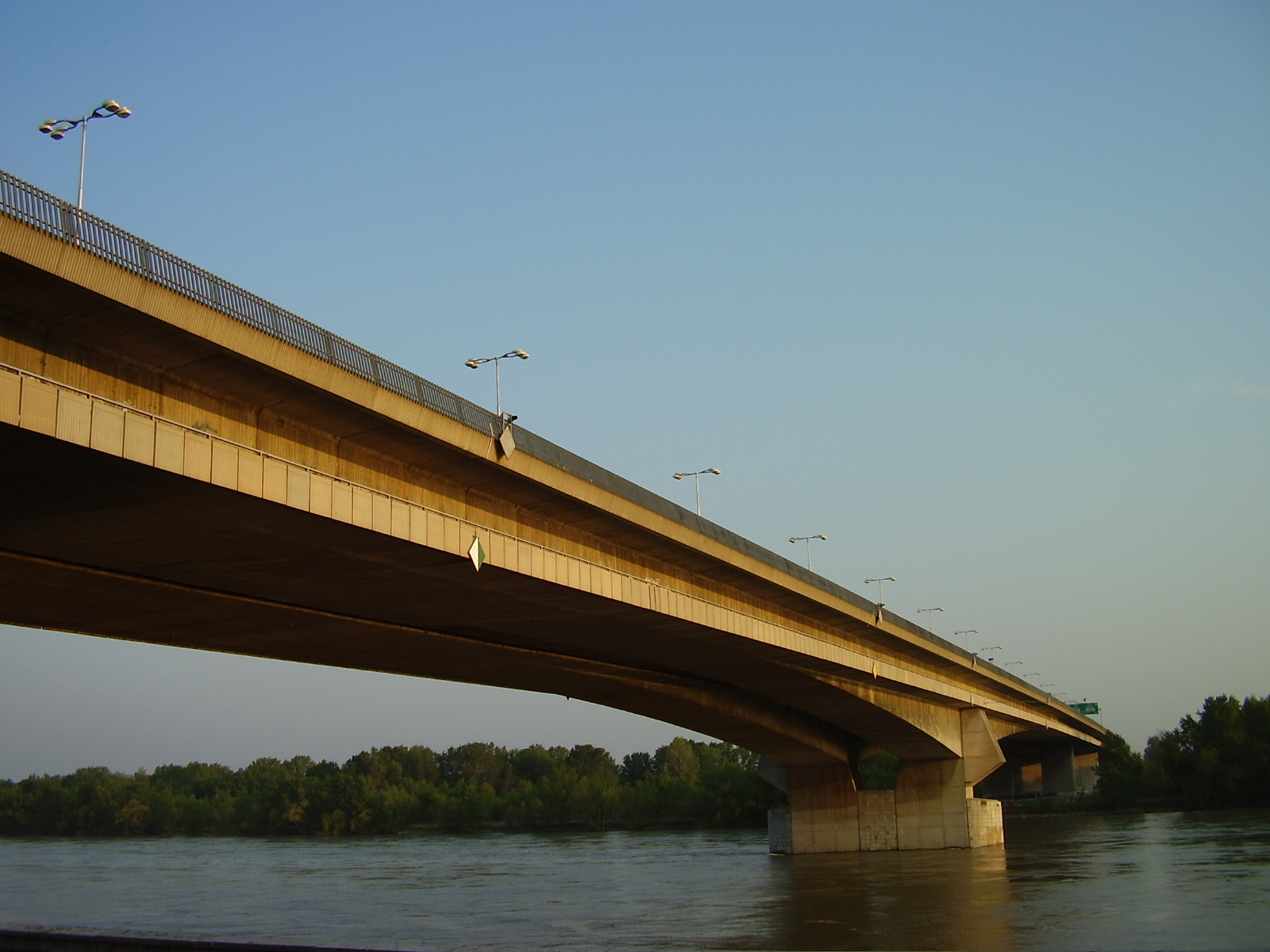
Мост Лафранкони

| Участок                                                  | Длина   | Открыт               |
| -------------------------------------------------------- | ------- | -------------------- |
| Чешско-словацкая граница — Куты                          | 4,5 км  | Ноябрь 1980          |
| Куты — Малацки                                           | 27,2 км | Июль 1977            |
| Малацки — Братислава, Ламач                              | 29,3 км | Ноябрь 1973          |
| Братислава, Ламач — Братислава, Старе-Грунты             | 3,1 км  | 24 июня 2007         |
| Братислава, Старе-Грунты — Братислава, Виденьска-Цеста   | 2,6 км  | 1990/1992 (расширен) |
| Братислава, Виденьска-Цеста — Братислава, Яровце         | 4,9 км  | 2002                 |
| Братислава, Яровце — Чуново, словацко-венгерская граница | 8,5 км  | 1998/2002 (расширен) |